# Gerry & the Pacemakers
Gerry & the Pacemakers was een Britse muziekgroep uit de jaren zestig rond Gerry Marsden.

## Geschiedenis
In 1962 kregen Gerry & the Pacemakers een contract bij manager Brian Epstein als tweede groep naast de Beatles. Ze kregen hits als "Ferry cross the Mersey" (1964/65) en "Don't let the sun catch you crying" (1964). Het nummer "You'll Never Walk Alone" (1963) van Richard Rodgers & Oscar Hammerstein, dat indruk had gemaakt op Marsden nadat hij de film Carousel had gezien in zijn jeugd, werd hun grootste hit. Dit lied is door vele anderen opgenomen en is al jaren het clublied van Liverpool Football Club.
Hun nummer "Ferry Cross the Mersey" bereikte in 1989 opnieuw de hitlijsten nadat een nieuwe versie ervan werd uitgebracht als eerbetoon aan de slachtoffers van de Hillsboroughramp met medewerking van de uit Liverpool afkomstige artiesten The Christians, Holly Johnson, Paul McCartney en Stock, Aitken & Waterman. Deze versie bleef drie weken op nummer 1 staan in de Britse hitlijsten. Gerry and the Pacemakers waren toen al jaren uit elkaar. De groep stopte in oktober 1966.

## Samenstelling
De groep kwam bij elkaar in 1959 en heette oorspronkelijk Gerry Marsden and the Mars Bars, maar toen Mars Incorporated bezwaar aantekende tegen die naam, veranderden ze die in Gerry and the Pacemakers. De bezetting was oorspronkelijk:
- Gerry Marsden, zang en gitaar
- Fred Marsden, drums
- Les Chadwick, basgitaar
- Arthur Mack, piano

Arthur Mack werd in 1961 vervangen door Les Maguire.
Fred Marsden is Gerry’s broer. Hij overleed in december 2006.

Les Chadwick overleed in december 2019.
Op 3 januari 2021 overleed Gerry Marsden. Les Maguire overleed in november 2023.

## Discografie

### Singles
| Single met eventuele hitnotering(en) in de Nederlandse Top 40 | Datum van verschijnen | Datum van binnenkomst | Hoogste positie | Aantal weken | Opmerkingen                                                                                                |
| ------------------------------------------------------------- | --------------------- | --------------------- | --------------- | ------------ | --- |
| Pré-Top 40                                                    |                       |                       |                 |              | |
| How do you do it?                                             | 1963                  | 07-1963               | 29              | 8            | |
| Top 40                                                        |                       |                       |                 |              | |
| Ferry Cross the Mersey                                        | 1989                  | 17-06-1989            | 20              | 5            | met The Christians, Holly Johnson, Paul McCartney & Stock, Aitken & Waterman / Nr. 21 in de Single Top 100 |
| You'll never walk alone                                       | 1995                  | 04-03-1995            | 24              | 6            | Nr. 34 in de Single Top 100                                                                                |

### NPO Radio 2 Top 2000
| Nummers met noteringen in de NPO Radio 2 Top 2000 | '99  | '00 | '01 | '02  | '03  | '04  | '05  | '06  | '07 | '08  | '09  | '10  | '11  | '12 | '13 | '14 | '15 | '16 | '17 | '18 | '19 | '20 | '21 | '22 | '23 | '24 |
| ------------------------------------------------- | ---- | --- | --- | ---- | ---- | ---- | ---- | ---- | --- | ---- | ---- | ---- | ---- | --- | --- | --- | --- | --- | --- | --- | --- | --- | --- | --- | --- | --- |
| Ferry Cross the Mersey                            | 1125 | 983 | 852 | 1392 | 1168 | 1607 | 1574 | 1858 | -   | 1810 | 1922 | 1913 | 1991 | -   | -   | -   | -   | -   | -   | -   | -   | -   | -   | -   | -   | -   |
| How Do You Do It?                                 | 1913 | -   | -   | -    | -    | -    | -    | -    | -   | -    | -    | -    | -    | -   | -   | -   | -   | -   | -   | -   | -   | -   | -   | -   | -   | -   |
| You'll Never Walk Alone                           | 296  | 504 | 868 | 718  | 526  | 656  | 632  | 632  | 708 | 624  | 646  | 654  | 614  | 731 | 633 | 671 | 802 | 974 | 967 | 995 | 780 | 351 | 486 | 687 | 664 | 617 |

1. ↑  Een '-' betekent dat het nummer niet was genoteerd en een vetgedrukt getal geeft de hoogste notering van een nummer aan.